# Kid Galahad (1962)
Kid Galahad is een Amerikaanse muzikale speelfilm uit 1962 met Elvis Presley als bokser, onder regie van Phil Karlson naar een scenario van William Fay gebaseerd op het origineel van Francis Wallace uit 1937 met Edward G. Robinson, Bette Davis en Humphrey Bogart.

## Verhaal
Recent uit het leger teruggekeerd wordt Walter Gulick (Elvis Presley) sparringpartner in een boksschool en later zelf bokser. Zijn manager wordt door criminelen gemanipuleerd. Walter verslaat de criminelen, wint een belangrijke wedstrijd en het hart van de zus van de manager.

## Productie
De opnames voor de film werden gemaakt in oktober tot en met december 1961. Dit was voorlopig de laatste film waarin Elvis een enigszins serieuze rol heeft en waarin maar een paar liedjes voorkomen. Tot 1968 zou Presley in films zeker tien liedjes zingen.
Voor actrice Joan Blackman was dit haar tweede film met Elvis. Zij speelden eerder samen in Blue Hawaii (1961). Een opvallende bijrol als een coach speelde Charles Bronson, later beroemd geworden met de "Death Wish"-films.

## Rolverdeling
| Acteur                | Personage               |
| --------------------- | ----------------------- |
| Elvis Presley         | Walter Gulick           |
| Gig Young             | Willy Grogan            |
| Lola Albright         | Dolly Fletcher          |
| Joan Blackman         | Rose Grogan             |
| Charles Bronson       | Lew Nyack               |
| David Lewis           | Otto Danzig             |
| Robert Emhardt        | Maynard                 |
| Roy Roberts           | Jerry Bathgate          |
| Liam Redmond          | Higgins                 |
| Judson Pratt          | Howard Zimmerman        |
| Ned Glass             | Max Lieberman           |
| Ed Asner              | Frank Gerson            |
| Red West              | Opponent                |
| Del "Sonny" West      |                         |
| Joe Esposito          |                         |
| Michael Dante         | Joie Shakes             |
| Richard Devon         | Marvin                  |
| Mushy Callahan        | scheidsrechter          |
| Orlando de la Fuentes | Ramon "Sugarboy" Romero |
| George J. Lewis       | Romero's trainer        |
| Harold Hart           | scheidsrechter          |
| John Gonsalves        | Presley's stuntman      |
| Chester Morris        | toeschouwer             |

## Muziek
In de film komende de volgende liedjes voor : 
- "King of the Whole Wide World"
- "This is Living"
- "Home is Where the Heart is"
- "I Got Lucky"
- "Riding the Rainbow"
- "A Whistling Tune"